# 謝瞻
謝 瞻（しゃ せん、387年 - 421年）は、東晋から南朝宋にかけての官僚・文学者。またの名は檐。字は宣遠、あるいは通遠。本貫は陳郡陽夏県。

## 経歴
謝重（東晋の太保謝安の次兄の謝拠の長男の謝朗の子）の三男として生まれた。幼くして孤児となり、叔母の劉氏に養育された。6歳で作文を得意とし、「紫石英賛」や「果然詩」を作り、当時の才士を驚かせた。始め桓偉の下で安西参軍となり、楚の秘書郎となった。劉氏の弟の劉柳が呉郡に赴任すると、姉たちが劉柳とともに呉郡に赴いたので、謝瞻はやむなく辞職して随行し、劉柳の下で建威長史となった。まもなく劉裕の下で鎮軍となった。琅邪王司馬徳文の下で大司馬参軍となり、主簿に転じた。安成国相となり、中書侍郎に任じられた。宋が建てられると、謝瞻は中書・黄門侍郎となり、相国従事中郎となった。
弟の謝晦が南朝宋の右衛将軍として高位にあったため、謝瞻は強すぎる権勢は家門の幸福につながらないと警告し、劉裕にも若い弟を重用しすぎないように、たびたび働きかけた。謝瞻は劉裕の命により呉興郡太守に任じられたが、自ら懇請して豫章郡太守となった。
永初2年（421年）、豫章郡で病にかかり、死去した。享年は35。

## 伝記資料
- 『宋書』巻56 列伝第16
- 『南史』巻19 列伝第9